# 6862 Virgiliomarcon
6862 Virgiliomarcon este un asteroid din centura principală de asteroizi.

## Descriere
6862 Virgiliomarcon este un asteroid din centura principală de asteroizi. A fost descoperit pe 11 aprilie 1991 la Observatorul San Vittore din Bologna. Asteroidul prezintă o orbită caracterizată de o semiaxă mare de 3,18 ua, o excentricitate de 0,02 și o înclinație de 12,1° în raport cu ecliptica.